# Burg Füzér

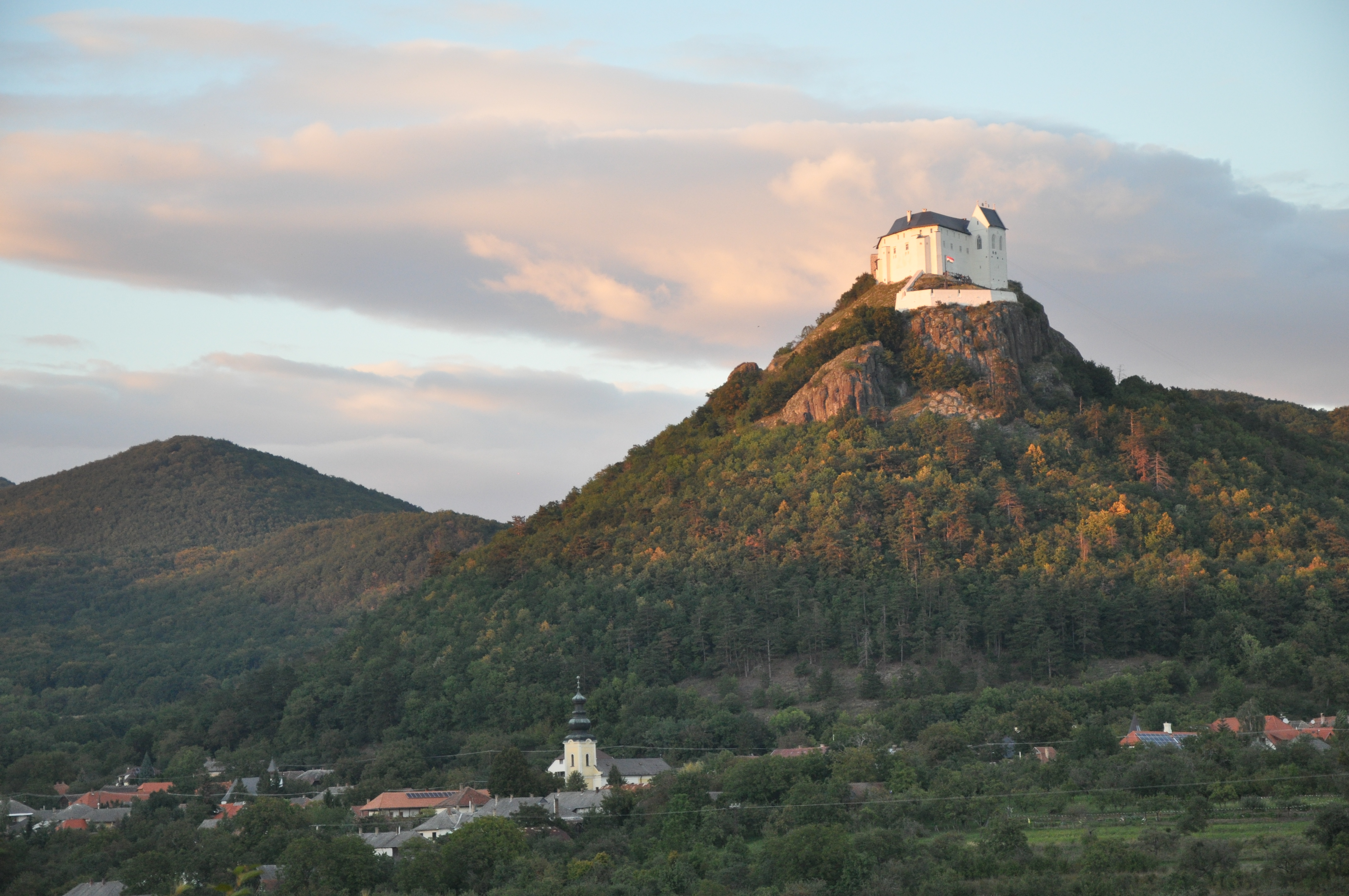
Burg Füzér, 2016

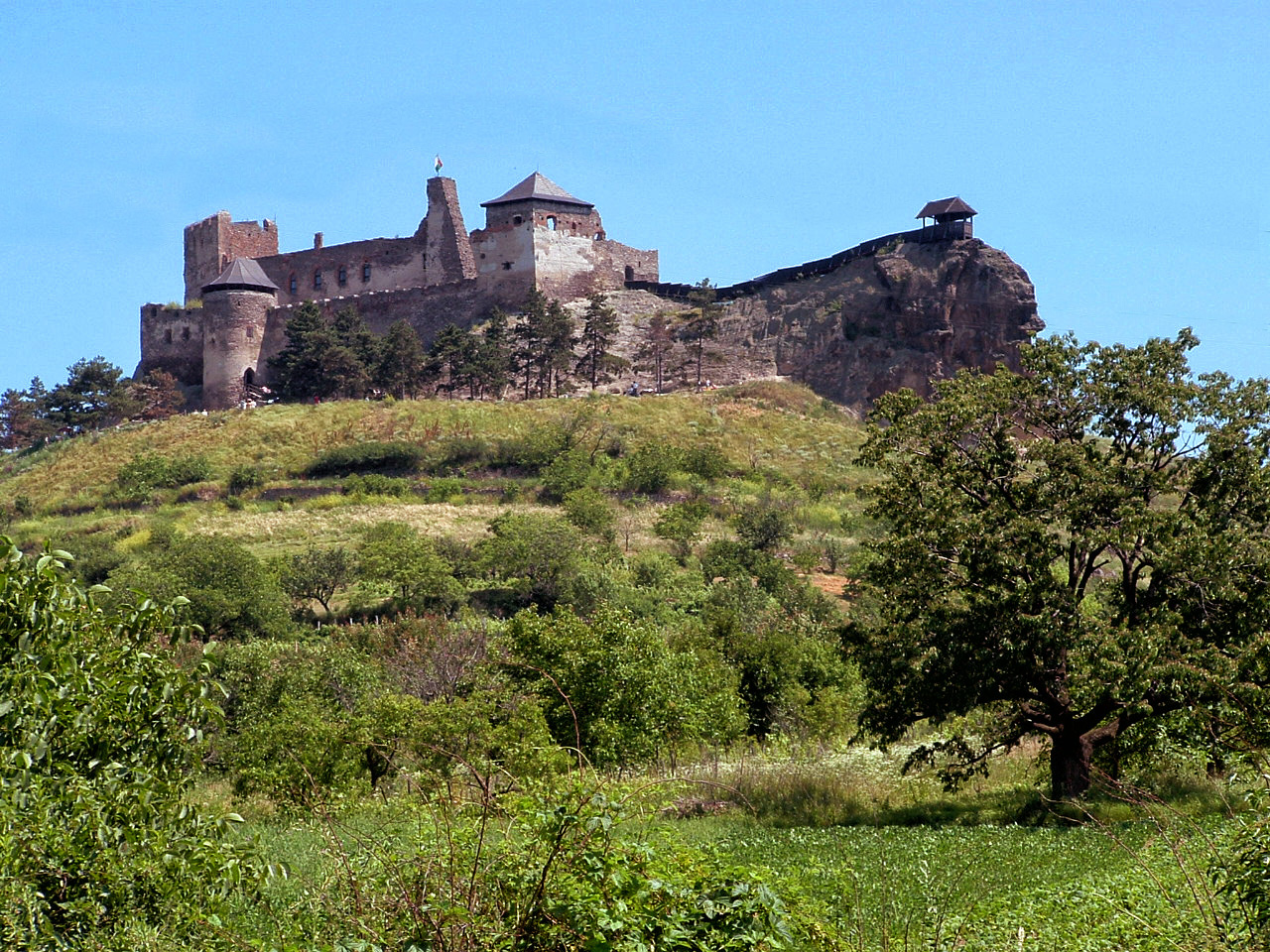
Die Burgruine 2005

Die Burg Füzér ist eine mittelalterliche Burg auf einem Vulkanberg in der Nähe des Dorfes Füzér in Ungarn.

## Geschichte
Die älteste erhaltene schriftliche Erwähnung stammt aus dem Jahr 1264. Wahrscheinlich stand sie schon vor der Tatareninvasion. Vermutlich wurde sie in der Árpáden-Ära gebaut.
Nach der Schlacht von Rozgony (15. Juni 1312) wurde sie von Róbert Károly beschlagnahmt und ging in den Besitz von Drugeth und dann von Perényi über. 1526 nach der verheerenden Niederlage der Ungarn gegen die Türken in der Schlacht bei Mohacs wurden die ungarischen Kronjuwelen für ein Jahr auf der Burg aufbewahrt. Als Gábor Perényi 1567 ohne leiblichen Erben starb, ging die Burg zunächst an die Familie Báthori und dann an die Familie Nádasdy über. Nach der Wesselényi-Verschwörung wurde die Burg beschlagnahmt, von kaiserlichen Soldaten niedergebrannt und zurückgelassen. Ab dem späten 17. Jahrhundert wurde die Burg als Steinbruch genutzt und sowohl das Mauerwerk, als auch Teile des Hauptgebäudes wurden abgetragen. Zurück blieb eine Ruine.
Der jahrhundertelang verfallene Gebäudekomplexes wurde in der Romantik wiederentdeckt.
Ab 1977 wurden archäologische Ausgrabungen durchgeführt, ab 1992 wurde mit Sanierungsarbeiten begonnen und von 2014 bis 2016 wurden Burgkapelle, Schlossflügel und untere Bastion der Oberburg rekonstruiert und die Unterburg wurde gebaut.
Der Burgberg ist ein beliebtes Ziel für Wanderer. Er liegt an der Route National Blue Tour.